# 제럴딘 매큐언
제럴딘 매큐언(영어: Geraldine McEwan, 1932년 5월 9일 ~ 2015년 1월 30일)은 영국의 배우이다.